# Euroliga Femenina 2025-26
La Euroliga Femenina 2025-26 será la 68.ª edición del campeonato europeo de clubes femeninos de baloncesto organizado por FIBA, además de ser la 30.ª edición con el nombre de Euroliga Femenina.
La temporada comenzará el 17 de septiembre de 2025 con la ronda de clasificación y acabó el 13 de abril de 2025 con la final de la Final Six.

## Formato
Esta temporada será la segunda bajio el nuevo formamto, que consta de varias fases: ronda de clasificación, temporada regular (dividida en dos rondas), play-in y Final Six.

### Ronda de clasificación
En esta ronda participan 10 equipos, divididos en 5 eliminatorias. Estas eliminatorias se jugan a doble partido (ida y vuelta) y la gana el equipo que llegue a sumar más puntos entre los dos partidos. Los 5 ganadores avanzan a la temporada regular, mientras que los perdedores de las eliminatorias caerán repescados a la EuroCup 2025-26.

### Temporada regular

#### Primera ronda
Los 16 clubes se dividirán en 4 grupos (A, B, C y D) de 4 equipos cada grupo, jugando en un formato de todos contra todos a ida y vuelta. Los 3 mejores equipos de cada grupo avanzarán a la segunda ronda y el último clasificado de cada grupo pasará a jugar la 1ª Ronda de Playoffs de la EuroCup 2025-26.

#### Segunda ronda
Los 12 equipos restantes formarán dos grupos de 6 equipos cada uno: el grupo E, con los equipos de los grupos A y B; y el grupo F, con los de los grupos C y D. Los equipos se enfrentarán a doble partido (ida y vuelta) con los equipos del otro grupo (en el grupo E, los del grupo A únicamente a los del grupo B; y lo mismo en el grupo F, entre el grupo C y el grupo D).
La clasificación final de los dos grupos de esta ronda se determinará a partir de los resultados de los partidos realizados en esta ronda y aprovechando los resultados de los equipos en la anterior ronda.
Los 2 primeros de cada grupo jugarán los play-in de semifinales, mientras que los que terminen en 3ª y 4ª posición jugarán los play-in de cuartos de final. Los 2 últimos clasificados en cada grupo quedarán eliminados.

### Play-ins
Los Play-ins determinarán a los 6 equipos que participarán en la Final Six y en qué posición empezarán. Los dos primeros clasificados del grupo E y F se enfrentarán en las semifinales de play-in y los clasificados en tercer y cuarto lugar jugarán los cuartos de final. Esta temporada, los play-ins pasarán a jugarse al mejor de tres partidos.. El equipo mejor clasificado contará con ventaja de campo.
Los ganadores del play-in de semifinales jugarán directamente las semifinales de la Final Six, mientras que los perdedores se enfrentarán a los ganadores de los play-in de cuartos de final en los cuartos de final de la Final Six. Los perdedores de los cuartos de final quedarán eliminados.

### Final Six
La Final Six se jugará en el Pabellón Príncipe Felipe de Zaragoza. En los cuartos de final habrá 2 duelos en los que los perdedores de las semifinales del play-in se enfrentarán a los ganadores de los cuartos de final del play-in. Los ganadores se enfrentarán en las semifinales de la Final Six a los ganadores de las semifinales del play-in. 
Los 2 vencedores de las semifinales se enfrentarán en la final, mientras que los perdedores jugarán por el tercer puesto. El equipo que gane la final se considerará el ganador de la Euroliga Femenina 2025-26.

## Calendario
| Fase                              | Ronda            | Fecha                    |
| --------------------------------- | ---------------- | ------------------------ |
| Sorteo                            | Sorteo           | 23 de julio de 2025      |
| Ronda de clasificación            | Ida              | 17 de septiembre de 2025 |
| Ronda de clasificación            | Vuelta           | 24 de septiembre de 2025 |
| Temporada regular (Primera ronda) | Jornada 1        | 8 de octubre de 2025     |
| Temporada regular (Primera ronda) | Jornada 2        | 15 de octubre de 2025    |
| Temporada regular (Primera ronda) | Jornada 3        | 22 de octubre de 2025    |
| Temporada regular (Primera ronda) | Jornada 4        | 29 de octubre de 2025    |
| Temporada regular (Primera ronda) | Jornada 5        | 4 de noviembre de 2025   |
| Temporada regular (Primera ronda) | Jornada 6        | 26 de noviembre de 2025  |
| Temporada regular (Segunda ronda) | Jornada 1        | 10 de diciembre de 2025  |
| Temporada regular (Segunda ronda) | Jornada 2        | 17 de diciembre de 2025  |
| Temporada regular (Segunda ronda) | Jornada 3        | 14 de enero de 2026      |
| Temporada regular (Segunda ronda) | Jornada 4        | 21 de enero de 2026      |
| Temporada regular (Segunda ronda) | Jornada 5        | 28 de enero de 2026      |
| Temporada regular (Segunda ronda) | Jornada 6        | 4 de febrero de 2026     |
| Play-ins                          | Partido 1        | 18 de febrero de 2026    |
| Play-ins                          | Partido 2        | 25 de febrero de 2026    |
| Play-ins                          | Partido 3        | 3 de marzo de 2026       |
| Final Six                         | Cuartos de final | 15 de abril de 2026      |
| Final Six                         | Semifinales      | 17 de abril de 2026      |
| Final Six                         | Final            | 19 de abril de 2026      |

## Rankings
Se realiza un ranking de países, para determinar cuántos equipos de cada país se clasifican. Para cada país, el ranking individual de equipos determinará si se clasifican directamente a la temporada regular o a la fase de clasificación. Cada país puede tener un máximo de tres equipos participantes. Los rankings se establecieron en base a los resultados de las tres últimas temporadas: 
- En las asociaciones del 1 al 4 se clasificarán tres equipos.
- En las asociaciones del 5 al 8 se clasificarán dos equipos.
- En las asociaciones del 9 al 10 se clasificará un equipo, directamente a la temporada regular.
- En las asociaciones fuera del top 10 se clasificará un equipo a la fase de clasificación.

| Posición | Asociación      | Puntos (media) | Clasificados |
| -------- | --------------- | -------------- | ------------ |
| 1        | Turquía         | 262,00         | 3            |
| 2        | Francia         | 184,67         | 3            |
| 3        | España          | 176,33         | 3            |
| 4        | Italia          | 115,33         | 2            |
| 5        | República Checa | 110,67         | 2            |
| 6        | Hungría         | 81,33          | 2            |
| 7        | Polonia         | 51,33          | 2            |
| 8        | Bélgica         | 26,00          | 0            |
| 9        | Grecia          | 21,33          | 1            |
| 10       | Israel          | 20,00          | 0            |
| 10       | Gran Bretaña    | 20,00          | 0            |
| 12       | Rumanía         | 18,00          | 1            |
| 13       | Lituania        | 11,33          | 1            |

| Posición | Asociación | Puntos (media) | Clasificados |
| -------- | ---------- | -------------- | ------------ |
| 14       | Portugal   | 10,67          | 0            |
| 15       | Eslovaquia | 10,00          | 0            |
| 15       | Alemania   | 10,00          | 0            |
| 17       | Letonia    | 8,00           | 0            |
| 18       | Suiza      | 7,33           | 0            |
| 19       | Serbia     | 6,00           | 1            |
| 20       | Luxemburgo | 5,33           | 0            |
| 21       | Croacia    | 3,33           | 0            |
| 22       | Finlandia  | 1,33           | 0            |
| 22       | Armenia    | 1,33           | 0            |
| 22       | Chipre     | 1,33           | 0            |
| 22       | Bulgaria   | 1,33           | 0            |

## Equipos participantes
Un total de 21 equipos se registraron para participar, como se anunció el 6 de julio de 2025.  Esta temporada, como novedad, se anunció que el ganador de la anterior temporada tendría plaza directa, independientemente de su posición en su liga doméstica.  Lo mismo ocurriría con el organizador de la Final Six, que entraría a los clasificatorios (aunque el Casademont Zaragoza se clasificó deportivamente con los resultados de su liga doméstica).
| Temporada regular                    | Temporada regular              |
| ------------------------------------ | ------------------------------ |
| Fenerbahçe Opet (1º)                 | ÇIMSA CBK Mersin (2º)          |
| Basket Landes (1º)                   | Flammes Carolo Basket (4º, GC) |
| Valencia Basket (1º)                 | Spar Girona (3º, TR)           |
| Beretta Familia Schio (1º)           | ZVVZ USK Praha (1º, GEL)       |
| Sopron Basket (1º)                   | VBW Gdynia (1º)                |
| Olympiacos SFP (1º)                  |                                |
| Ronda de clasificación               |                                |
| Galatasary Cagdas Faktoring (CS, 3º) | Tango Bourges Basket (CS, 3º)  |
| Casademont Zaragoza (CS, 2º)         | Umana Reyer Venezia (CS, 2º)   |
| DVTK HUN-Therm (CS, 2º)              | Žabiny Brno (2º)               |
| AZS UMCS Lublin (5º)                 | ACS Sepsi-SIC (1º)             |
| Kibirkštis (2º)                      | KKZ Crvena zvezda (2º)         |

## Ronda de clasificación
El sorteo para la ronda de clasificación tuvo lugar el 23 de julio de 2025. Los ganadores avanzarán a la temporada regular, y los perdedores jugarán la temporada regular de la EuroCup Femenina 2025-26.
| Equipo 1                    | Agr. | Equipo 2          | Ida | Vuelta |
| --------------------------- | ---- | ----------------- | --- | ------ |
| Casademont Zaragoza         | —    | Žabiny Brno       | —   | —      |
| Umana Reyer Venezia         | —    | KKZ Crvena zvezda | —   | —      |
| Galatasary Cagdas Faktoring | —    | ACS Sepsi SIC     | —   | —      |
| DVTK HUN-Therm              | —    | AZS UMCS Lublin   | —   | —      |
| Tango Bourges Basket        | —    | Kibirkštis        | —   | —      |

## Temporada regular
Fenerbahçe

 Galatasaray

### Primera ronda

#### Grupo A
| Pos. | Equipo                | PJ | G | P | PF | PC | DP | Pts | Clasificación    |  | PRA | GIR | GDY | QW5 |
| ---- | --------------------- | -- | - | - | -- | -- | -- | --- | ---------------- |  | --- | --- | --- | --- |
| 1    | ZVVZ USK Praha        | 0  | 0 | 0 | 0  | 0  | 0  | 0   | Segunda ronda    |  | —   | –   | –   | –   |
| 2    | Spar Girona           | 0  | 0 | 0 | 0  | 0  | 0  | 0   | Segunda ronda    |  | –   | —   | –   | –   |
| 3    | VBW Gdynia            | 0  | 0 | 0 | 0  | 0  | 0  | 0   | Segunda ronda    |  | –   | –   | —   | –   |
| 4    | Ganador del PlayOff 5 | 0  | 0 | 0 | 0  | 0  | 0  | 0   | PlayOffs EuroCup |  | –   | –   | –   | —   |

 Fuente: 

#### Grupo B
| Pos. | Equipo                | PJ | G | P | PF | PC | DP | Pts | Clasificación    |  | SCH | SOP | CAR | QW3 |
| ---- | --------------------- | -- | - | - | -- | -- | -- | --- | ---------------- |  | --- | --- | --- | --- |
| 1    | Beretta Familia Schio | 0  | 0 | 0 | 0  | 0  | 0  | 0   | Segunda ronda    |  | —   | –   | –   | –   |
| 2    | Sopron Basket         | 0  | 0 | 0 | 0  | 0  | 0  | 0   | Segunda ronda    |  | –   | —   | –   | –   |
| 3    | Flammes Carolo Basket | 0  | 0 | 0 | 0  | 0  | 0  | 0   | Segunda ronda    |  | –   | –   | —   | –   |
| 4    | Ganador del PlayOff 3 | 0  | 0 | 0 | 0  | 0  | 0  | 0   | PlayOffs EuroCup |  | –   | –   | –   | —   |

 Fuente: 

#### Grupo C
| Pos. | Equipo                | PJ | G | P | PF | PC | DP | Pts | Clasificación    |  | FEN | VAL | OLY | QW4 |
| ---- | --------------------- | -- | - | - | -- | -- | -- | --- | ---------------- |  | --- | --- | --- | --- |
| 1    | Fenerbahçe Opet       | 0  | 0 | 0 | 0  | 0  | 0  | 0   | Segunda ronda    |  | —   | –   | –   | –   |
| 2    | Valencia Basket       | 0  | 0 | 0 | 0  | 0  | 0  | 0   | Segunda ronda    |  | –   | —   | –   | –   |
| 3    | Olympiacos SFP        | 0  | 0 | 0 | 0  | 0  | 0  | 0   | Segunda ronda    |  | –   | –   | —   | –   |
| 4    | Ganador del PlayOff 4 | 0  | 0 | 0 | 0  | 0  | 0  | 0   | PlayOffs EuroCup |  | –   | –   | –   | —   |

 Fuente: 

#### Grupo D
| Pos. | Equipo                | PJ | G | P | PF | PC | DP | Pts | Clasificación    |  | ÇBK | LAN | QW1 | QW2 |
| ---- | --------------------- | -- | - | - | -- | -- | -- | --- | ---------------- |  | --- | --- | --- | --- |
| 1    | ÇIMSA CBK Mersin      | 0  | 0 | 0 | 0  | 0  | 0  | 0   | Segunda ronda    |  | —   | –   | –   | –   |
| 2    | Basket Landes         | 0  | 0 | 0 | 0  | 0  | 0  | 0   | Segunda ronda    |  | –   | —   | –   | –   |
| 3    | Ganador del PlayOff 1 | 0  | 0 | 0 | 0  | 0  | 0  | 0   | Segunda ronda    |  | –   | –   | —   | –   |
| 4    | Ganador del PlayOff 2 | 0  | 0 | 0 | 0  | 0  | 0  | 0   | PlayOffs EuroCup |  | –   | –   | –   | —   |

 Fuente: 

## Play-ins

### Play-in de cuartos de final
| Equipo 1     | Series | Equipo 2     | 1.er partido | 2.º partido | 3.er partido |
| ------------ | ------ | ------------ | ------------ | ----------- | ------------ |
| Bandera de ? | –      | Bandera de ? | –            | –           | –            |
| Bandera de ? | –      | Bandera de ? | –            | –           | –            |

### Play-in de semifinales
| Equipo 1     | Series | Equipo 2     | 1.er partido | 2.º partido | 3.er partido |
| ------------ | ------ | ------------ | ------------ | ----------- | ------------ |
| Bandera de ? | –      | Bandera de ? | –            | –           | –            |
| Bandera de ? | –      | Bandera de ? | –            | –           | –            |

## Final Six
El 2 de diciembre de 2024, se anunció al Pabellón Príncipe Felipe de Zaragoza como la sede de la final six durante los siguientes tres años. 

## Premios

### MVP de la Euroliga Femenina
| Equipo | Jugadora | Ref. |
| ------ | -------- | ---- |
|        |          |      |

### MVP de la Final Six
| Equipo | Jugadora | Ref. |
| ------ | -------- | ---- |
|        |          |      |

### Quintetos ideales
| Primer equipo | Primer equipo |
| ------------- | ------------- |
| Jugadora      | Equipo        |
| Jugadora      | Equipo        |
| Jugadora      | Equipo        |
| Jugadora      | Equipo        |
| Jugadora      | Equipo        |

| Segundo equipo | Segundo equipo |
| -------------- | -------------- |
| Jugadora       | Equipo         |
| Jugadora       | Equipo         |
| Jugadora       | Equipo         |
| Jugadora       | Equipo         |
| Jugadora       | Equipo         |

### Mejor jugadora defensiva
| Equipo | Jugadora | Ref. |
| ------ | -------- | ---- |
|        |          |      |

### Mejor jugadora joven
| Equipo | Jugadora | Ref. |
| ------ | -------- | ---- |
|        |          |      |

### Entrenador del año
| Equipo | Entrenador | Ref. |
| ------ | ---------- | ---- |
|        |            |      |

### MVP del mes
| Month     | Jugadora | Equipo | Ref. |
| --------- | -------- | ------ | ---- |
| Octubre   |          |        |      |
| Noviembre |          |        |      |
| Diciembre |          |        |      |
| Enero     |          |        |      |
| Febrero   |          |        |      |

### Equipo ideal del mes
| Round     | B                  | E                  | A                  | AP                 | P                  |
| --------- | ------------------ | ------------------ | ------------------ | ------------------ | ------------------ |
| Octubre   | Jugadora ( Equipo) | Jugadora ( Equipo) | Jugadora ( Equipo) | Jugadora ( Equipo) | Jugadora ( Equipo) |
| Noviembre | Jugadora ( Equipo) | Jugadora ( Equipo) | Jugadora ( Equipo) | Jugadora ( Equipo) | Jugadora ( Equipo) |
| Diciembre | Jugadora ( Equipo) | Jugadora ( Equipo) | Jugadora ( Equipo) | Jugadora ( Equipo) | Jugadora ( Equipo) |
| Enero     | Jugadora ( Equipo) | Jugadora ( Equipo) | Jugadora ( Equipo) | Jugadora ( Equipo) | Jugadora ( Equipo) |
| Febrero   | Jugadora ( Equipo) | Jugadora ( Equipo) | Jugadora ( Equipo) | Jugadora ( Equipo) | Jugadora ( Equipo) |